# Грузенберг, Семён Осипович
Семён Иосифович Грузенберг (встречается также Соломон; род. 27 февраля 1875, Екатеринослав — 1938; псевдоним С. Людин, С. Днепровский) — русский историк философии и критик, преподаватель Психоневрологического института и Высших женских юридических курсов, доктор философии Петроградского университета, специалист по философии А. Шопенгауэра и член Шопенгауэровского общества в Германии. Брат адвоката О. О. Грузенберга.

## Биография
С 1.09.1895 г. по 29.03.1899 г.,учился на юридическом факультете Санкт-Петербургского университета. Присяжный поверенный. Грузенберг отказался от предложения остаться при университете из-за поставленного условия отказаться от иудаизма. Философ слушал лекции многих выдающихся немецких мыслителей (Паульсен, Иеллинек, Куно Фишер и др.). В 1904 г. читал лекции по новой философии в Высшей русской школе в Париже, по возвращении в Россию прочитал ряд публичных лекций по философии в С.-Петербурге и в других городах. Вступив в столичную адвокатуру, Грузенберг посвятил, однако, свои силы научно-литературной деятельности. Кроме того, с 1907 г. начал преподавать в частных петербургских гимназиях, в Психоневрологическом институте (кафедре истории новой философии). В 1908 г. Грузенберг был допущен к экзамену на степень магистра философии. После этого стал лектором Общества народных университетов, Русского общества нормальной и патологической психологии при Военно-медицинской академии и др. На литературном поприще Грузенберг дебютировал стихотворением в «Восходе» (1893), поместив позже ряд стихотворений в "Киевлянине", "Звезде" и др. изданиях. Редактор философского отделения Библиотеки знания, член редакции журнала «Вестник знания».
Печатался в изданиях «Научное обозрение», «Вопросы философии и психологии», «Восход», «Жизнь и искусство», «Живописное обозрение», «Театр и искусство», «Будущность», «Неделя», «Вестник знания»; автор статей в Русской и Еврейской энциклопедиях, сборниках.

## Общественная деятельность
В 1919 году вместе с П. Н. Медведевым выступил с идеей создания Института гуманитарных наук и искусств. Институт планировалось создать в Витебске, но, несмотря на поддержку наркома просвещения А. Луначарского, Институт открыт не был.
Семён Грузенберг состоял в переписке со многими деятелями культуры и искусства, в их числе — Л. И. Андрусон, К. К. Арсеньев, Ф. Д. Батюшков, В. М. Бехтерев, И. А. Бодуэн де Куртенэ, П. В. Быков, А. И. Введенский, С. А. Венгеров, И. Я. Гинцбург, А. К. Глазунов, И. Н. Жуков, Ф. Ф. Зелинский, А. А. Измайлов, П. С. Коган, А. Ф. Кони, А. Р. Кугель, В. Е. Маковский, Н. А. Морозов, М. В. Новорусский, Н. Б. Нордман-Северова (жена И. Е. Репина), И. П. Павлов, И. Н. Потапенко, И. Е. Репин, Н. Н. Русов, П. В. Самойлов, П. Б. Струве, Е. В. Тарле, Л. Н. Толстой, К. Фишер, Е. Н. Чириков, К. И. Чуковский.

## Некоторые публикации
- Вступление // Спиноза. Об усовершенствовании рассудка. Одесса, 1893.
- Предисловие (к 4-й части) // Спиноза. Этика. СПб., 1894
- Мнимый ученый о мнимых болезнях. [ Рец.:] Орлов К. В. Основы диагностики искусственных и притворных болезней у призываемых к военной службе и солдат. СПб., 1894.// Русское богатство. 1894. № — С. 1—16 (паг. 2-я).
- Нравственная философия Шопенгауэра : критика основных начал философии Шопенгауэра, СПб.:Тип. П. П. Сойкина, 1901
- Пессимизм как вера и миропонимание. Опыт критического анализа и классификации основоположений и выводов пессимизма — М., 1908.
- Пессимизм как вера и миропонимание. Опыт критического анализа и классификации основоположений и выводов пессимизма // Вопросы философии и психологии. — М., 1908. — Год XIX, кн. II (92). — С. 149—170 ; год XIX, кн. III (93). — С. 305—346.
- Учение Шопенгауэра о праве и государстве // Вопросы философии и психологии. - М., 1909. - Год XX, кн. 100 (V). - С. 357-394.
- Очерки современной русской философии : опыт характеристики современных тенденций русской философии, СПб.: Губинский (Тип. «Рассвет»), 1911 - 83 с.
- Шопенгауэр. Личность, мышление и миропонимание : Критика нравственной философии Шопенгауэра. - СПб. : Шиповник, 1912. - 243 с. (недоступная ссылка)
- Куно Фишер, черты из его жизни и преподавательской деятельности // Фишер К. Воля и рассудок / пер. со 2-го нем. изд. Семена Грузенберга, с прил. крит.-биогр. очерка С. О. Грузенберг - С.-Петербург : Издание В. И. Ротенштерн, 1909 (Типо-литография И. Лурье и К°)
- Богопонимание Декарта. (Опыт критического анализа онтологического и антропологического аргумента бытия Бога) // Вопросы философии и психологии. — М. : Типо-литогр. Т-ва И. Н. Кушнерев и К°, 1913. — Год XXIII, кн. 118 (III). — С. 273—296.
- Проблема свободы воли в философии Декарта // Вопросы философии и психологии. — М., 1914. — Год XXV, кн. 124 (IV). — С. 363—383.
- Психология творчества. Т. 1 : введение в психологию и теорию творчества, Минск: Белтрестпечать, 1923
- Гений и творчество : основы теории и психологии творчества, Л.: Сойкин (Тип. Гутенберга), 1924
- Памяти профессора А.И. Введенского // Вестник знания. 1925. No 7. Стб. 527-528.
- Воспоминания о И. Е. Репине. // Новое о Репине. — Л., 1969, с. 266—272.

Переводы:
- Эберс Г. Иисус Навин: рассказ из библейской эпохи / Пер. С. Днепровский